# Подоляны (Каменец-Подольский район)
Подоляны (укр. Подоляни) — село в Каменец-Подольском районе Хмельницкой области Украины.
Население по переписи 2001 года составляло 248 человек. Почтовый индекс — 32330. Телефонный код — 3849. Занимает площадь 1034 км².

## Местный совет
32330, Хмельницкая обл., Каменец-Подольский р-н, с. Подпилипье, ул. 40-летия Победы, 9в

## Известные люди
- В селе родился Скринчук, Леонид Юрьевич — Герой Социалистического Труда.